# ニュース645しまね
『ニュース645島根』（ニュースろくよんごしまね）は、島根県内のNHK総合で放送されていたNHK松江放送局制作による『NHKニュース』のローカルニュース番組。2018年度より2021年度までは『ニュースちゅうごく645』として広島放送局からの中国地方向け広域ニュースとなっていた。本番組終了後の2018年5月1日・2日は平日だが、『しまねっとNEWS610』が休止になるため、18:45 - 19:00に本番組が放送された。

## 放送時間
- 土曜・日曜・祝日 18:45 - 18:58:55（JST）

## タイムテーブル
- 18:45 - 18:52 島根県内のニュース
- 18:53 - 18:54 気象情報（東京発）
- 18:55 -  18:59 島根県内と周辺地域の気象情報

## キャスター
- シフト制（基本的には土曜は小林将純、日曜・祝日は角谷直也が担当）